# Symplocos pittieriana
Symplocos pittieriana är en tvåhjärtbladig växtart som beskrevs av Julian Alfred Steyermark. Symplocos pittieriana ingår i släktet Symplocos och familjen Symplocaceae. Inga underarter finns listade i Catalogue of Life.